# New Mexico State Route 61
Die New Mexico State Route 61 (kurz NM 61) ist eine State Route im US-Bundesstaat New Mexico, die in Nord-Süd-Richtung verläuft.
Die State Route beginnt am U.S. Highway 180 südwestlich des City of Rocks State Parks und endet nach 40 Kilometern südlich von San Lorenzo an der New Mexico State Route 152.
Nach etwa zehn Kilometern passiert die NM 61 in südöstlicher Richtung die Ortschaft Old Town.